# 선비로 (영주시)
선비로(Seonbi-ro)는 경상북도 영주시 휴천동 남산육교사거리에서 영주시 가흥동  서부사거리를 연결하는 도로이다.

## 주요 경유지
경상북도
- 영주시 (휴천동 . 영주동 .  가흥동)

## 노선 경로
| 이름           | 접속 노선            | 소재지 | 소재지 | 비고              |
| -------------- | -------------------- | ------ | ------ | ----------------- |
| 남산육교사거리 | 구성로 구성로142번길 | 영주시 | 휴천동 |                   |
| 남산육교       |                      | 영주시 | 휴천동 |                   |
| (이름없음)     | 대학로               | 영주시 | 휴천동 |                   |
| (이름없음)     | 원당로               | 영주시 | 영주동 | 국도 제28호선구간 |
| 세무서사거리   | 중앙로               | 영주시 | 영주동 | 국도 제28호선구간 |
| 영일사거리     | 영주로               | 영주시 | 영주동 |                   |
| 서천교사거리   | 신재로 두서길19번길  | 영주시 | 영주동 |                   |

## 주요건물 및 시설
- S-OIL 새로운주유소 (선비로 24/휴천동 315-14)
- 영주역 (선비로 64/휴천동 257)
- 쉐보레 영주바로서비스 (선비로 134/휴천동 642-1203)
- SK에너지 신영주 주유소 (선비로 143/휴천동 642-295)
- HD현대오일뱅크 하나로주유소 (선비로 153/휴천동 653-9)
- 타이어뱅크 영주점 (선비로 168/영주동 556-5)
- 가흥119안전센터 (선비로 181/가흥동 3-2)
- SK에너지 영주주유소 (선비로 197/영주동 470-125)
- 서부지구대 (선비로 205/영주동 470-218)
- 영주시민회관 (선비로 213/영주2동 470-62)
- KB매직카 영주점 (선비로 264/영주동 491-5)